# Itsukushima
Itsukushima (japonès: 厳島), també anomenada popularment Miyajima (japonès: 宮島, que vol dir «illa del santuari») és una illa situada a dins de la Badia d'Hiroshima i banyada pel mar interior de Seto, al Japó, de 31 km de perímetre, dependent de la prefectura d'Hiroshima.
Forma un dels tres paisatges més pintorescs del Japó. Cèlebre pels seus temples xintoistes dedicats a les filles de Susan-ho, una de les quals va donar nom a l'illa, que també s'anomena Onga-shimu.
En aquesta illa hi està ubicat el Santuari d'Itsukushima, del que s'afirma que fou construït l'any 593, però no hi ha dades fiables d'aquesta construcció fins al 811. Aquest santuari està inscrit com a Patrimoni de la Humanitat de la UNESCO.
El 1555 s'hi construí un castell.